# (52265) 1985 RM3
(52265) 1985 RM3 là một tiểu hành tinh vành đai chính. Nó được phát hiện bởi Henri Debehogne ở Đài thiên văn La Silla ở Chile ngày 7 tháng 9 năm 1985.